# Rajd Monte Carlo 2015

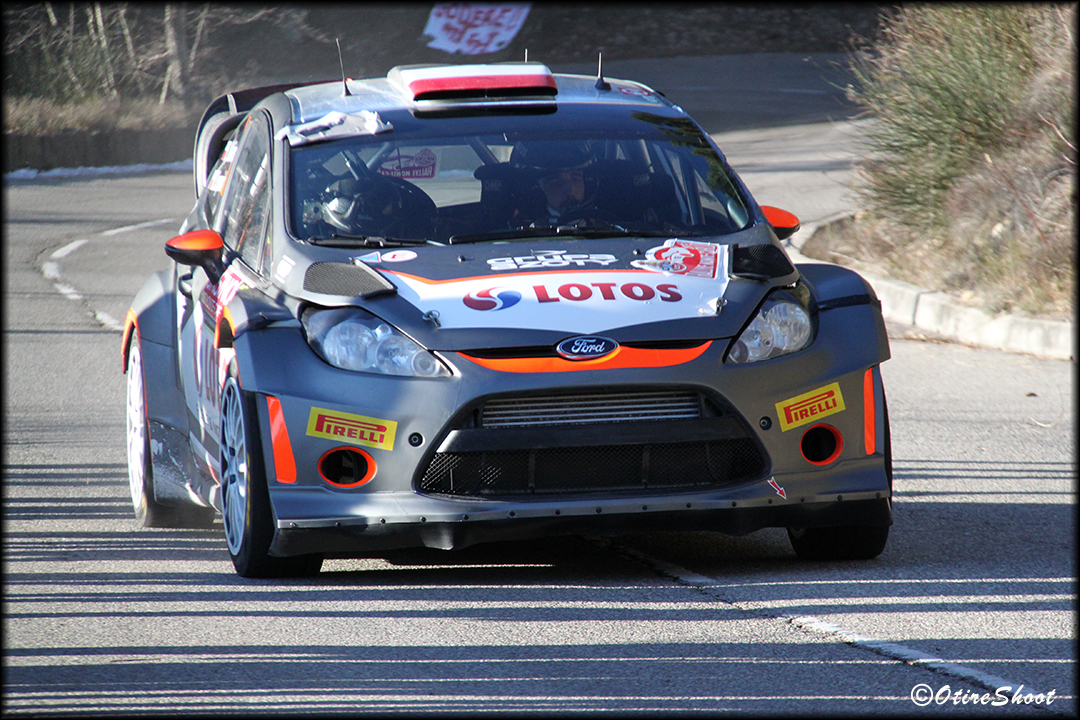
Robert Kubica podczas tego rajdu wygrał cztery odcinki specjalne

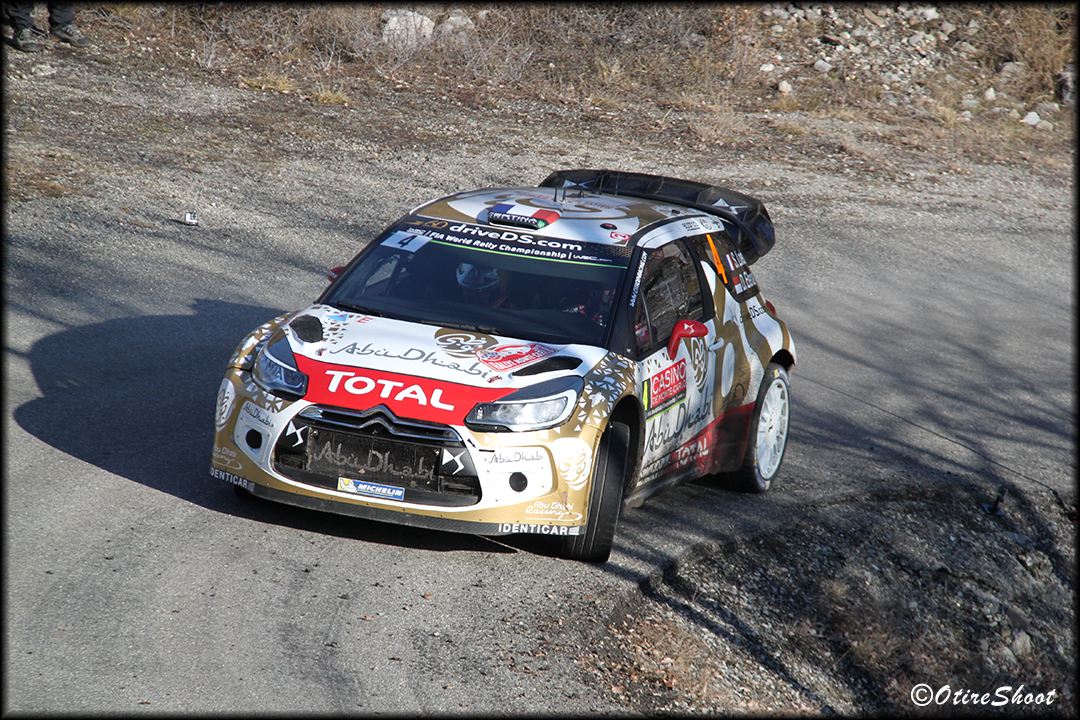
Sébastien Loeb podczas rajdu

Rajd Monte Carlo 2015 (83ème Rallye Automobile Monte-Carlo) – rajd samochodowy rozgrywany w Monaco od 22 do 25 stycznia 2015 roku. Była to pierwsza runda Rajdowych Mistrzostw Świata w roku 2015. Rajd został rozegrany na asfalcie i śniegu. Baza imprezy była zlokalizowana we Francji w miejscowości Gap.
Rajd wygrał po raz trzeci w swojej karierze francuski kierowca Sébastien Ogier, przed Finem Jari-Matti Latvalą i Norwegiem Andreasem Mikkelsennem, wszyscy trzej kierowali samochodami Volkswagen Polo R WRC. Najwięcej odcinków specjalnych – pięć – wygrał Francuz Sébastien Loeb, prowadził on w rajdzie do szóstego OS-u włącznie. Jedyny startujący Polak Robert Kubica rajdu nie ukończył, po finiszu na przedostatnim OS-ie miał awarię hamulców w wyniku czego rozbił swoje auto. Ale był to i tak jego jeden z najlepszych występów, wygrał w pięknym stylu cztery OS-y, a na dwóch innych zajmował drugie miejsce. Dziewiąty OS został odwołany przez delegata FIA do spraw bezpieczeństwa z powodu zbyt dużej liczby kibiców na trasie odcinka, którzy stali w niebezpiecznych miejscach.

## Zwycięzcy odcinków specjalnych[9]
| Dzień       | Numer odcinka | Nazwa odcinka                                  | Długość  | Zwycięzca odcinka                | Nr Sam.          | Samochód              | Czas             | Śr. pr.          | Lider rajdu                      |
| ----------- | ------------- | ---------------------------------------------- | -------- | -------------------------------- | ---------------- | --------------------- | ---------------- | ---------------- | -------------------------------- |
| 22 stycznia | OS1           | Entrevaux – Rouaine                            | 21,31 km | Sébastien Loeb Daniel Elena      | 4                | Citroën DS3 WRC       | 15:53.5          | 80,5 km/h        | Sébastien Loeb Daniel Elena      |
| 22 stycznia | OS2           | Norante – Digne-les-Bains                      | 19,68 km | Sébastien Ogier Julien Ingrassia | 1                | Volkswagen Polo R WRC | 13:57.1          | 84,6 km/h        | Sébastien Loeb Daniel Elena      |
| 23 stycznia | OS3           | La Salle en Beaumont – Corps 1                 | 15,84 km | Sébastien Loeb Daniel Elena      | 4                | Citroën DS3 WRC       | 10:23.9          | 91,4 km/h        | Sébastien Loeb Daniel Elena      |
| 23 stycznia | OS4           | Aspres-les-Corps – Chauffayer 1                | 25,81 km | Robert Kubica Maciej Szczepaniak | 16               | Ford Fiesta RS WRC    | 15:27.0          | 100,2 km/h       | Sébastien Loeb Daniel Elena      |
| 23 stycznia | OS5           | Les Costes – Saint-Julien en Champsaur 1       | 25,40 km | Robert Kubica Maciej Szczepaniak | 16               | Ford Fiesta RS WRC    | 15:13.2          | 100,1 km/h       | Sébastien Loeb Daniel Elena      |
| 23 stycznia | OS6           | La Salle en Beaumont – Corps 2                 | 15,84 km | Sébastien Loeb Daniel Elena      | 4                | Citroën DS3 WRC       | 10:26.1          | 91,1 km/h        | Sébastien Loeb Daniel Elena      |
| 23 stycznia | OS7           | Aspres-les-Corps – Chauffayer 2                | 25,81 km | Robert Kubica Maciej Szczepaniak | 16               | Ford Fiesta RS WRC    | 14:36.1          | 106,1 km/h       | Sébastien Ogier Julien Ingrassia |
| 23 stycznia | OS8           | Les Costes – Saint-Julien en Champsaur 2       | 25,40 km | Sébastien Ogier Julien Ingrassia | 1                | Volkswagen Polo R WRC | 15:15.9          | 99,8 km/h        | Sébastien Ogier Julien Ingrassia |
| 24 stycznia | OS9           | Prunières – Embrun 1                           | 19,93 km | odcinek odwołany                 | odcinek odwołany | odcinek odwołany      | odcinek odwołany | odcinek odwołany | Sébastien Ogier Julien Ingrassia |
| 24 stycznia | OS10          | Lardier et Valença – Faye                      | 51,70 km | Robert Kubica Maciej Szczepaniak | 16               | Ford Fiesta RS WRC    | 30:41.9          | 101,0 km/h       | Sébastien Ogier Julien Ingrassia |
| 24 stycznia | OS11          | Prunières – Embrun 2                           | 19,93 km | Sébastien Loeb Daniel Elena      | 4                | Citroën DS3 WRC       | 10:42.4          | 111,7 km/h       | Sébastien Ogier Julien Ingrassia |
| 24 stycznia | OS12          | Sisteron – Thoard                              | 36,85 km | Kris Meeke Paul Nagle            | 3                | Citroën DS3 WRC       | 24:32.9          | 90,1 km/h        | Sébastien Ogier Julien Ingrassia |
| 25 stycznia | OS13          | Col Saint Jean – Saint Laurent 1               | 10,16 km | Kris Meeke Paul Nagle            | 3                | Citroën DS3 WRC       | 6:33.7           | 92,9 km/h        | Sébastien Ogier Julien Ingrassia |
| 25 stycznia | OS14          | La Bollène Vésubie – Sospel                    | 31,66 km | Sébastien Loeb Daniel Elena      | 4                | Citroën DS3 WRC       | 22:27.3          | 84,6 km/h        | Sébastien Ogier Julien Ingrassia |
| 25 stycznia | OS15          | Col Saint Jean – Saint Laurent 2 (Power Stage) | 10,16 km | Kris Meeke Paul Nagle            | 3                | Citroën DS3 WRC       | 6:30.5           | -                | Sébastien Ogier Julien Ingrassia |

### Power Stage – OS15[11]
| Miejsce | Kierowca           | Pilot          | Czas   | Strata | Punkty |
| ------- | ------------------ | -------------- | ------ | ------ | ------ |
| 1       | Kris Meeke         | Paul Nagle     | 6:30.5 | –      | 3      |
| 2       | Sébastien Loeb     | Daniel Elena   | 6:30.7 | +0.2   | 2      |
| 3       | Jari-Matti Latvala | Miikka Anttila | 6:32.4 | +1.9   | 1      |

## Wyniki końcowe rajdu[12]
| Miejsce                | Kierowca            | Pilot             | Samochód                | Czas      | Strata     | Klasa | Punkty |
| ---------------------- | ------------------- | ----------------- | ----------------------- | --------- | ---------- | ----- | ------ |
| Klasyfikacja generalna |                     |                   |                         |           |            |       |        |
| 1                      | Sébastien Ogier     | Julien Ingrassia  | Volkswagen Polo R WRC   | 3:36:40.2 | –          | WRC   | 25     |
| 2                      | Jari-Matti Latvala  | Miikka Anttila    | Volkswagen Polo R WRC   | 3:37:38.2 | +58.0      | WRC   | 18+1   |
| 3                      | Andreas Mikkelsen   | Ola Fløene        | Volkswagen Polo R WRC   | 3:38:52.5 | +2:12.3    | WRC   | 15     |
| 4                      | Mads Ostberg        | Jonas Andersson   | Citroën DS3 WRC         | 3:39:23.8 | +2:43.6    | WRC   | 12     |
| 5                      | Thierry Neuville    | Nicolas Gilsoul   | Hyundai i20 WRC         | 3:39:52.3 | +3:12.1    | WRC   | 10     |
| 6                      | Dani Sordo          | Marc Martí        | Hyundai i20 WRC         | 3:39:53.1 | +3:12.9    | WRC   | 8      |
| 7                      | Elfyn Evans         | Daniel Barritt    | Ford Fiesta RS WRC      | 3:42:03.9 | +5:23.7    | WRC   | 6      |
| 8                      | Sébastien Loeb      | Daniel Elena      | Citroën DS3 WRC         | 3:45:14.9 | +8:34.7    | WRC   | 4+2    |
| 9                      | Martin Prokop       | Jan Tománek       | Ford Fiesta RS WRC      | 3:46:35.0 | +9:54.8    | WRC   | 2      |
| 10                     | Kris Meeke          | Paul Nagle        | Citroën DS3 WRC         | 3:47:35.8 | +10:55.6   | WRC   | 1+3    |
| WRC-2                  |                     |                   |                         |           |            |       |        |
| 1 (12.)                | Stephane Lefebvre   | Stéphane Prévot   | Citroën DS3 R5          | 3:49:36.7 | –          | WRC-2 | 25     |
| 2 (13.)                | Craig Breen         | Scott Martin      | Peugeot 208 T16         | 3:51:50.7 | +2:14.0    | WRC-2 | 18     |
| 3 (14.)                | Armin Kremer        | Klaus Wicha       | Škoda Fabia S2000       | 3:52:03.7 | +2:27.0    | WRC-2 | 15     |
| 4 (15.)                | Eric Camilli        | Benjamin Veillas  | Ford Fiesta R5          | 3:54:36.4 | +4:59.7    | WRC-2 | 12     |
| 5 (19.)                | Jonathan Hirschi    | Vincent Landais   | Peugeot 208 T16         | 3:59:29.5 | +9:52.8    | WRC-2 | 10     |
| 6 (21.)                | Quentin Giordano    | Valentin Sarreaud | Citroën DS3 R5          | 4:06:53.7 | +17:17.0   | WRC-2 | 8      |
| 7 (66.)                | Alain Foulon        | Gilles Delarche   | Mitsubishi Lancer EVO X | 4:52:15.9 | +1:02:39.2 | WRC-2 | 6      |
| 8 (75.)                | Marco Vallario      | Antonio Pascale   | Mitsubishi Lancer EVO X | 5:14:44.3 | +1:25:07.6 | WRC-2 | 4      |
| WRC-3                  |                     |                   |                         |           |            |       |        |
| 1 (21.)                | Quentin Gilbert     | Renaud Jamoul     | Citroën DS3 R3T Max     | 4:08:32.7 | –          | WRC-3 | 25     |
| 2 (24.)                | Christian Riedemann | Michael Wenzel    | Citroën DS3 R3T Max     | 4:10:56.4 | +2:23.7    | WRC-3 | 18     |
| 3 (25.)                | Ole Christian Veiby | Anders Jæger      | Citroën DS3 R3T Max     | 4:12:04.1 | +3:31.4    | WRC-3 | 15     |
| 4 (27.)                | Simone Tempestini   | Matteo Chiarcossi | Citroën DS3 R3T Max     | 4:14:01.1 | +5:28.4    | WRC-3 | 12     |
| 5 (31.)                | Stéphane Consani    | Matteo Chiarcossi | Renault Clio RS R3T     | 4:17:57.6 | +9:24.9    | WRC-3 | 10     |
| 6 (33.)                | Yohan Rossel        | Benoît Fulcrand   | Citroën DS3 R3T Max     | 4:20:00.4 | +11:27.7   | WRC-3 | 8      |
| 7 (35.)                | Alessandro Re       | Giacomo Ciucci    | Citroën DS3 R3T Max     | 4:20:37.2 | +12:04.5   | WRC-3 | 6      |
| 8 (43.)                | Kornél Lukács       | Márk Mesterházi   | Citroën DS3 R3T Max     | 4:28:35.1 | +20:02.4   | WRC-3 | 4      |
| 9 (61.)                | Charlotte Dalmasso  | Marine Delon      | Citroën DS3 R3T Max     | 4:47:43.1 | +39:10.4   | WRC-3 | 2      |

1. ↑  Oznaczenie WRC w klasie informuje, iż tylko ci kierowcy zdobywali punkty dla swoich zespołów liczonych w klasyfikacji producentów na koniec sezonu.

## Klasyfikacja generalna po 1 rundzie
Punkty otrzymuje 10 pierwszych zawodników, którzy ukończą wyścig według klucza:
| Miejsce | 1  | 2  | 3  | 4  | 5  | 6 | 7 | 8 | 9 | 10 |
| Punkty  | 25 | 18 | 15 | 12 | 10 | 8 | 6 | 4 | 2 | 1  |

Przyznawane są także punkty za ostatni odcinek specjalny zwany Power Stage: za zwycięstwo 3, drugie miejsce 2 i trzecie 1 punkt.
| Poz. | Kierowca           | MON   | SWE | MEX | ARG | POR | ITA | POL | FIN | DEU | AUS | FRA | ESP | GBR | Suma punktów |
| ---- | ------------------ | ----- | --- | --- | --- | --- | --- | --- | --- | --- | --- | --- | --- | --- | ------------ |
| 1    | Sébastien Ogier    | 125   |     |     |     |     |     |     |     |     |     |     |     |     | 25           |
| 2    | Jari-Matti Latvala | 218+1 |     |     |     |     |     |     |     |     |     |     |     |     | 19           |
| 3    | Andreas Mikkelsen  | 315   |     |     |     |     |     |     |     |     |     |     |     |     | 15           |
| 4    | Mads Ostberg       | 412   |     |     |     |     |     |     |     |     |     |     |     |     | 12           |
| 5    | Thierry Neuville   | 510   |     |     |     |     |     |     |     |     |     |     |     |     | 10           |
| 6    | Dani Sordo         | 68    |     |     |     |     |     |     |     |     |     |     |     |     | 8            |
| 7    | Elfyn Evans        | 76    |     |     |     |     |     |     |     |     |     |     |     |     | 6            |
| 8    | Sébastien Loeb     | 84+2  |     |     |     |     |     |     |     |     |     |     |     |     | 6            |
| 9    | Kris Meeke         | 91+3  |     |     |     |     |     |     |     |     |     |     |     |     | 4            |
| 10   | Martin Prokop      | 10²   |     |     |     |     |     |     |     |     |     |     |     |     | 2            |
| Poz. | Kierowca           | MON   | SWE | MEX | ARG | POR | ITA | POL | FIN | DEU | AUS | FRA | ESP | GBR | Suma punktów |

| Kolor     | Opis                   |
| --------- | ---------------------- |
| Złoty     | Zwycięzca              |
| Srebrny   | 2. miejsce             |
| Brązowy   | 3. miejsce             |
| Zielony   | Punktowane miejsce     |
| Niebieski | Ukończył nie punktował |
| Fioletowy | Nie ukończył NU        |
| Czarny    | Wykluczony X           |
| Biały     | Nie wystartował NW     |
| Puste     | Nie brał udziału       |

Klasyfikacja zespołów fabrycznych po 1 rundzie
| Poz. | Zespół                         | MON | SWE | MEX | ARG | POR | ITA | POL | FIN | DEU | AUS | FRA | ESP | GBR | Suma punktów |
| ---- | ------------------------------ | --- | --- | --- | --- | --- | --- | --- | --- | --- | --- | --- | --- | --- | ------------ |
| 1    | Volkswagen Motorsport          | 43  |     |     |     |     |     |     |     |     |     |     |     |     | 43           |
| 2    | Hyundai Shell World Rally Team | 27  |     |     |     |     |     |     |     |     |     |     |     |     | 27           |
| 3    | Citroen Total Abu Dhabi WRT    | 12  |     |     |     |     |     |     |     |     |     |     |     |     | 12           |
| 4    | M-Sport World Rally Team       | 12  |     |     |     |     |     |     |     |     |     |     |     |     | 12           |
| 5    | Jipocar Czech National Team    | 6   |     |     |     |     |     |     |     |     |     |     |     |     | 6            |
| 6    | FWRT                           | 1   |     |     |     |     |     |     |     |     |     |     |     |     | 1            |
| Poz. | Zespół                         | MON | SWE | MEX | ARG | POR | ITA | POL | FIN | DEU | AUS | FRA | ESP | GBR | Suma punktów |

WRC 2
| Poz. | Kierowca          | Pkt |
| ---- | ----------------- | --- |
| 1    | Stéphane Lefebvre | 25  |
| 2    | Craig Breen       | 18  |
| 3    | Armin Kremer      | 15  |

WRC 3, Junior WRC
| Poz. | Kierowca            | Pkt |
| ---- | ------------------- | --- |
| 1    | Quentin Gilbert     | 25  |
| 2    | Christian Riedemann | 18  |
| 3    | Ole Christian Veiby | 15  |

## Źródła
Oficjalna strona Rajdu Monte Carlo